# Steven Nzonzi
Steven Nkemboanza Mike Nzonzi (ur. 15 grudnia 1988 w La Garenne-Colombes) – francuski piłkarz występujący na pozycji pomocnika w irańskim klubie Sepahan Isfahan. W latach 2017-2020 reprezentant Francji. Zwycięzca Mistrzostw Świata 2018.

## Kariera klubowa
Nzonzi zawodową karierę rozpoczynał w drugoligowym klubie Amiens SC. W Ligue 2 zadebiutował 7 grudnia 2007 w przegranym 1:3 meczu z FC Nantes. W sezonie 2007/2008 rozegrał 3 ligowe spotkania w barwach Amiens. Od początku następnego sezonu stał się jego podstawowym graczem. 8 maja 2009 w przegranym 1:2 spotkaniu z RC Strasbourg strzelił pierwszego gola w zawodowej karierze. W Amiens grał do końca sezonu 2008/2009. W sumie zagrał tam w 37 ligowych meczach i strzelił w nich jednego gola.
Latem 2009 roku podpisał kontrakt z angielskim Blackburn Rovers. Kwota transferu wyniosła 500 tysięcy funtów. W Premier League Nzonzi zadebiutował 15 sierpnia 2009 w przegranym 0:2 meczu z Manchesterem City. 4 października 2009 w przegranym 2:6 pojedynku z Arsenalem zdobył pierwszą bramkę w trakcie gry w Premier League.
31 sierpnia 2012 roku po spadku Blackburn Rovers z Premier League, Nzonzi został zawodnikiem Stoke City. W sezonie 2014/15 został wybrany najlepszym zawodnikiem sezonu w klubie.
9 lipca 2015 roku przeniósł się do hiszpańskiej Sevilli. Następnie grał w takich klubach jak: AS Roma (2018-2021), z którego był wypożyczony do Galatasaray Stambuł (2019-2020) i Stade Rennais (2020-2021) oraz Ar-Rajjan SC (2021-2023). Latem 2023 przeszedł do Konyasporu.

## Kariera reprezentacyjna
W latach 2009–2010 Nzonzi wystąpił w 6 meczach reprezentacji Francji U-21. 10 listopada 2017 zadebiutował w dorosłej reprezentacji tego kraju w wygranym 2:0 meczu z Walią. Mistrz Świata 2018 r.

## Odznaczenia
- Chevalier Legii Honorowej – nadanie 2018[5], wręczenie 2019[6][7]